# Aleksander Borowicz
Aleksander Marcin Borowicz (ur. 1 listopada 1943 w Warszawie, zm. 9 czerwca 2022 tamże) – polski działacz partyjny i państwowy, ekonomista, w latach 1988–1989 podsekretarz stanu w Urzędzie Rady Ministrów.

## Życiorys

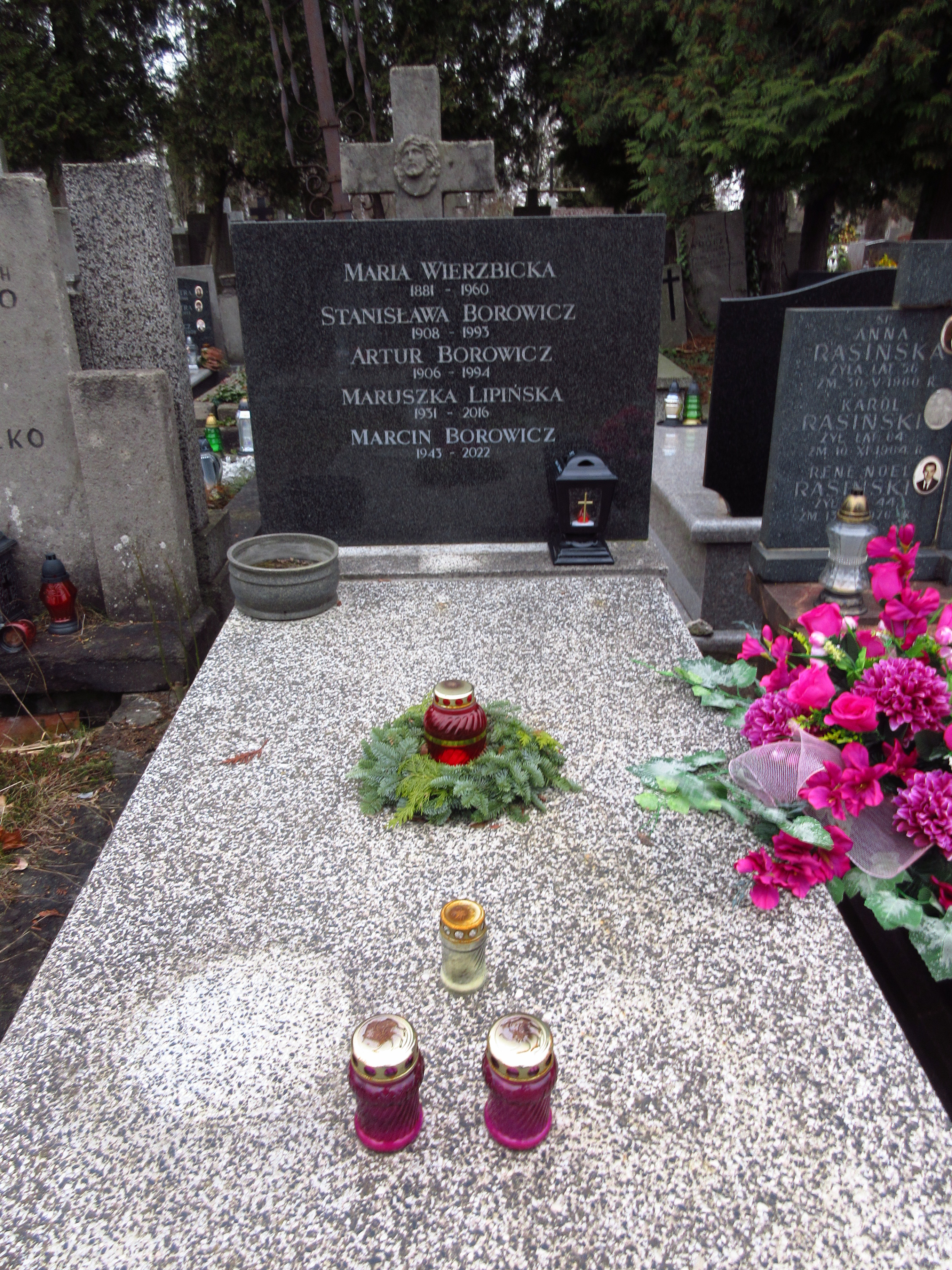
Grób Aleksandra Marcina Borowicza na Cmentarzu Bródnowskim.

Syn Artura i Marii. Od 1964 do 1970 działał w Związku Młodzieży Socjalistycznej, w 1978 wstąpił do PZPR. W 1967 ukończył studia ekonomiczne na Uniwersytecie Warszawskim, od 1970 do 1972 był doktorantem w Instytucie Nauk Ekonomicznych Wydziału Nauk Społecznych UW. Pracował w Ministerstwie Zdrowia i Opieki Społecznej i jako radca w Zespole Ekspertów dla Oceny Projektów Inwestycyjnych i Zespole Inwestycji Komisji Planowania przy Radzie Ministrów. W latach 1972–1976 asystent redaktora naczelnego i sekretarz kolegium redakcyjnego tygodnika „Polityka”, następnie do 1981 specjalista techniczno-ekonomiczny w spółce Metalexport. W 1981 został zatrudniony jako doradca wicepremiera, w 1986 został dyrektorem sekretariatu Rady Społeczno-Gospodarczej w Kancelarii Sejmu PRL. Od 1983 członek egzekutywy OOP PZPR w Urzędzie Rady Ministrów.
Od 1 listopada 1988 do 15 września 1989 pełnił funkcję podsekretarza stanu w Urzędzie Rady Ministrów, odpowiedzialnego za współpracę rządu z Sejmem oraz koordynację pracy społecznych doradców premiera. Uchodził za jednego z najbliższych współpracowników Mieczysława Rakowskiego, od września 1989 de facto zarządzał kancelarią I sekretarza KC PZPR, gdy Rakowski objął to stanowisko. Został także jednym z założycieli Banku Inicjatyw Gospodarczych. W mediach opisywano go jako uczestnika procesu udzielenia i przekazania tzw. moskiewskiej pożyczki (był przesłuchiwany w prokuraturze jako świadek w jej sprawie). W późniejszym okresie związany z Biurem Informacji Kredytowej, zasiadał także m.in. w radzie nadzorczej Zakładów Azotowych Anwil.
Został pochowany na Cmentarzu Bródnowskim (kwatera 55I-6-27).